# プラカノン駅
プラカノン駅（プラカノンえき、タイ語:สถานีพระโขนง）は、タイ王国のバンコク都ワッタナー区にある、スクムウィット通り上の高架を走るバンコク・スカイトレイン（BTS）の駅。駅番号は「E8」。
周辺はイスラム系住民が比較的多く、モスクもある。隣接するエカマイ駅、オンヌット駅は開発が進んでいるが、この駅周辺は古くからのタイ人エリアで住宅が多いため、再開発が遅れている印象を受ける。

## 駅構造

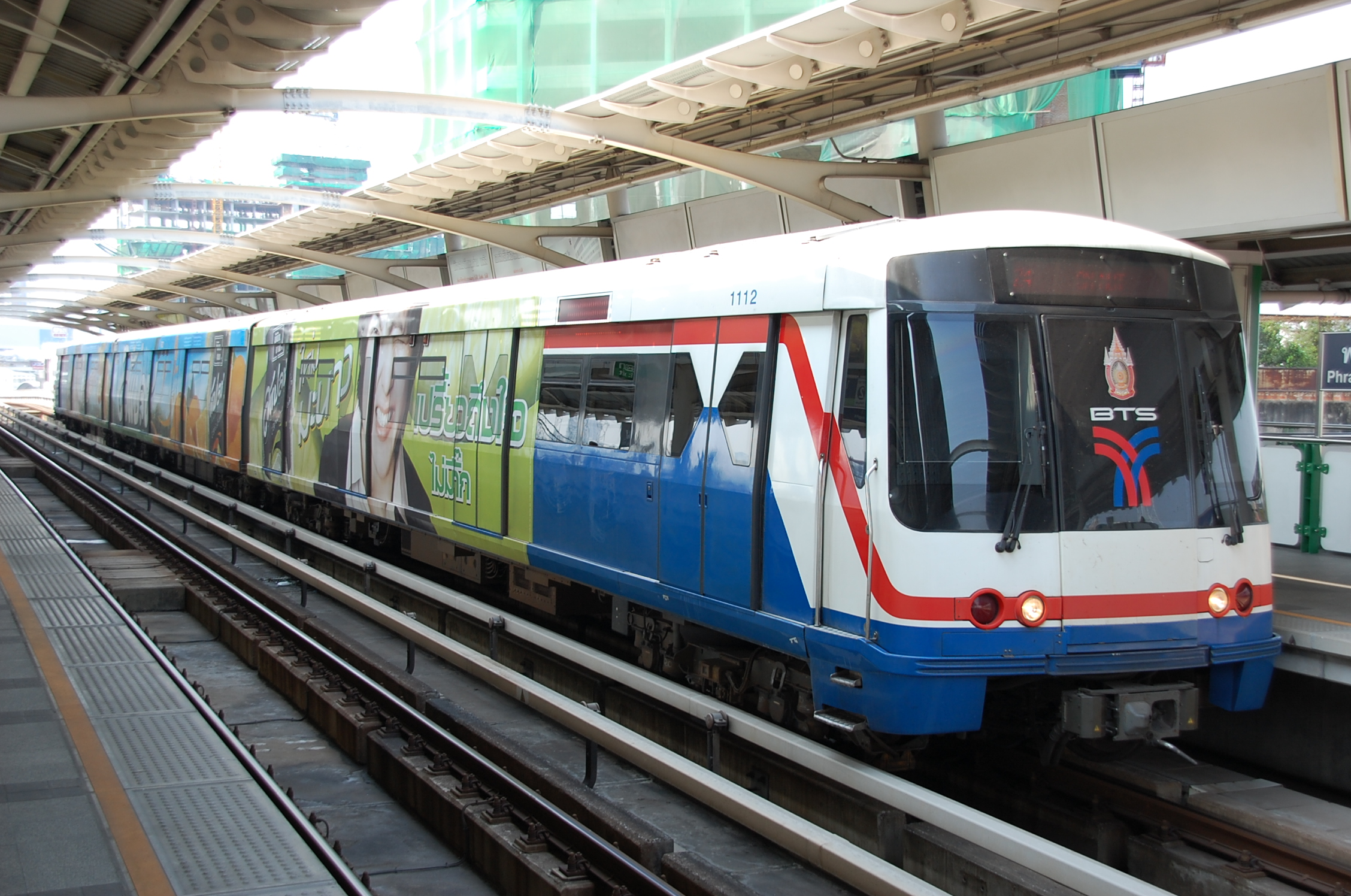
停車中の列車

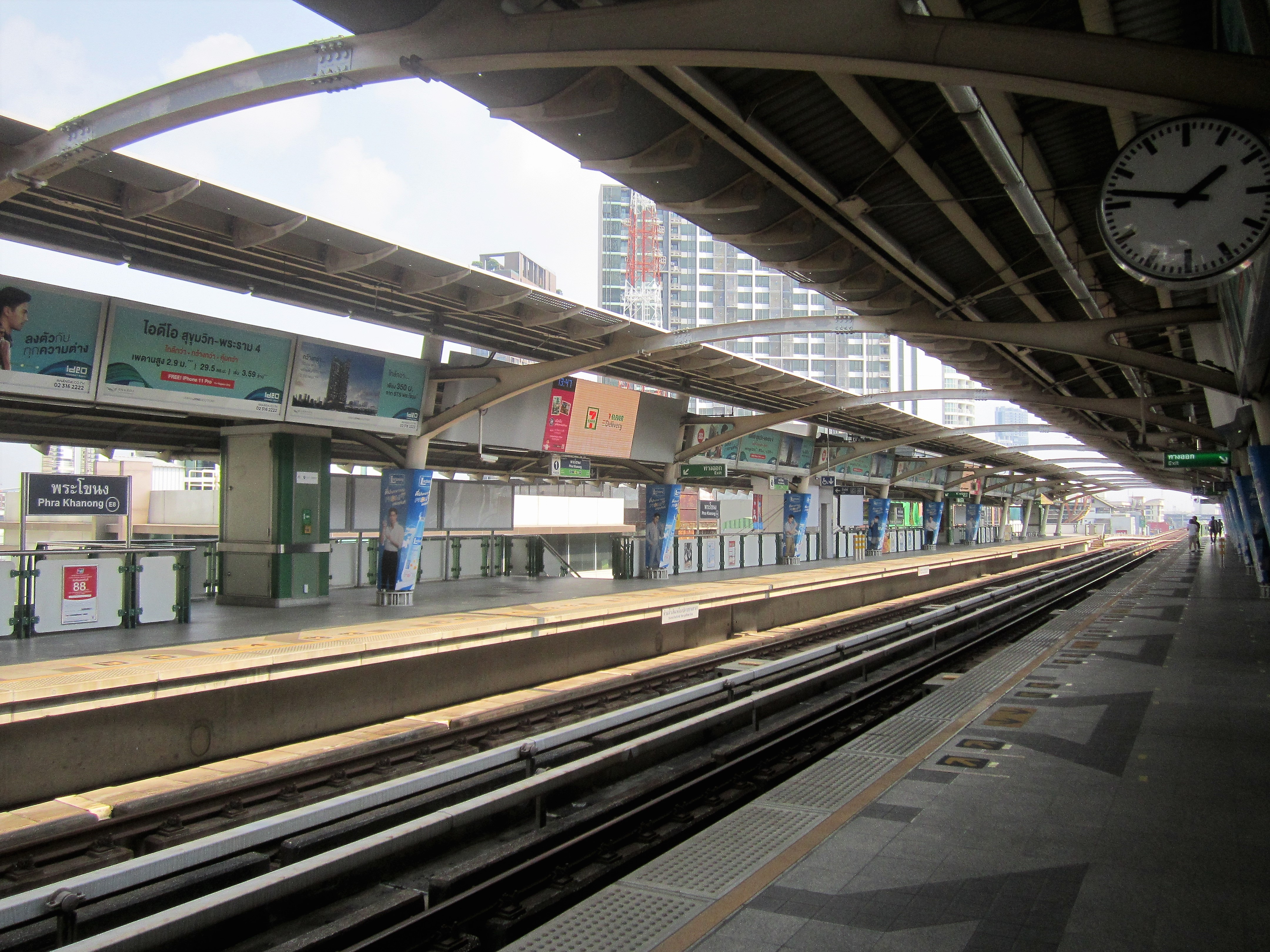
ホーム

相対式ホーム2面2線を有する高架駅である。

### 駅階層
| 3階                          |                                                      |                        |
| 相対式ホーム                 |                                                      |                        |
| 1番線・上り■スクムウィット線 | オンヌット・ウドムスック・バーンナー・ベーリング方面 |                        |
| 2番線・下り■スクムウィット線 | エカマイ・アソーク・サイアム・モーチット方面         |                        |
| 相対式ホーム                 |                                                      |                        |
| 2階                          | コンコース                                           | 自動券売機、自動改札口 |
| 1階                          | 出入口                                               | スクムウィット通り     |

## 駅周辺
- ジャスミン（ホテル）
- マックス・バリュー
- タイシン・スクエア
  - 秋吉（日本料理）
  - カネボウ
  - スミタ・カルチャーセンター
- 金城（沖縄料理）
- ファミリーマート
- カシコン銀行
- 白屋（クリーニング）

- ラーマ4世通りがスクンビット通りから分かれる交差点がある。

## 路線バス
駅直下のスクムウィット通りには、各社路線バスが運行されている。

### 路線バス番号
2,23,25,38,40,48,511